# Gasenzen
Gasenzen ist ein Dorf in der politischen Gemeinde Gams im Wahlkreis Werdenberg im Kanton St. Gallen in der Schweiz. Gasenzen liegt im Rheintal am Fusse des Alpsteins.

## Geschichte

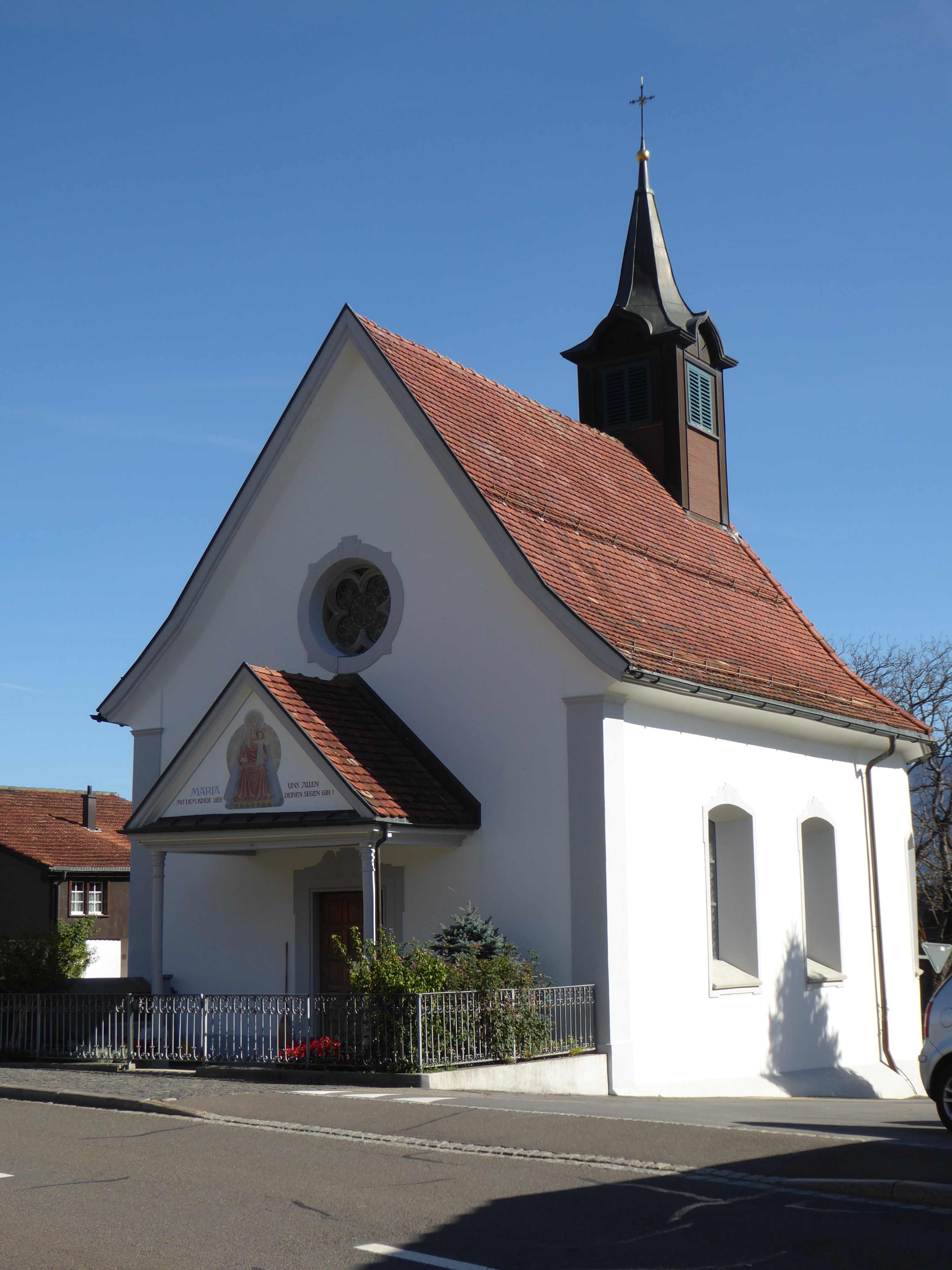
Muttergotteskapelle

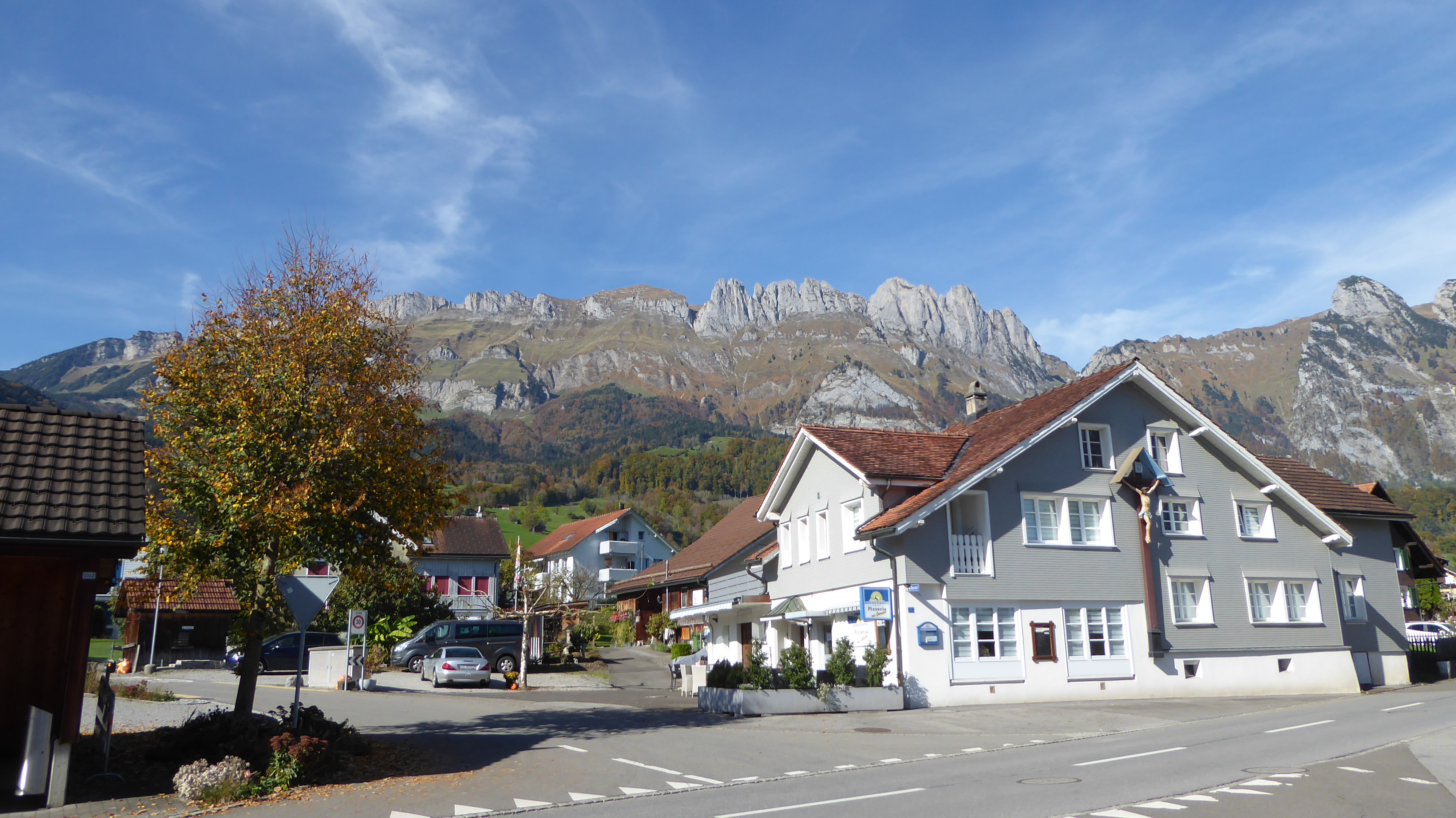
Dorfplatz, im Hintergrund Kreuzberge

Oberhalb Gasenzen wurden Waffen aus der Bronzezeit gefunden. Einzelne Flurnamen wie Galätschen, Gamschol und andere erinnern an die Räter und Römer. Gasenzen ist geschichtlich eng mit der Gemeinde Gams verbunden. Im Mittelalter gehörte die Gegend zur Freiherrschaft Sax. Nach mehrmaligem Besitzerwechsel kam die Herrschaft 1497 an die eidgenössischen Orte Schwyz und Glarus. Im Schwabenkrieg wurde Gams 1499 samt den umliegenden Dörfern niedergebrannt.
Die barocke Muttergotteskapelle steht an der 1823 angelegten Rheintaler Staatsstrasse. 1824 verkehrte die erste Postkutsche zwischen Altstätten und Buchs. Von 1839 bis 1863 hatte Gasenzen im Oberdorf eine eigene Schule. Um 1900 wohnten in Gasenzen 157 Einwohner, die hauptsächlich von Ackerbau, Viehzucht und Obstbau lebten. Etwas Stickerei brachte einen Nebenverdienst. Seit den Fünfzigerjahren des 20. Jahrhunderts ist die Zahl der Bauernbetriebe massgeblich zurückgegangen. Wegen des Bevölkerungswachstums hat seit den Sechzigerjahren die Zahl neuer Wohnbauten zugenommen.

## Verkehr
Gasenzen liegt an der Strasse Sennwald–Gams. Im öffentlichen Verkehr wird der Ort vom Bus Sarganserland Werdenberg erschlossen.

## Marien-Kapelle
Die Mariahilfkapelle wurde im Jahre 1821 erbaut. Die Finanzierung erfolgte durch die Kirchgemeinde, die Ortsgemeinde und durch Fronarbeit. 1875, als sich die Kapelle in einem schlechten baulichen Zustand befand, wurde die Abkurung von der Ortsgemeinde vollzogen. Seither steht das Gebäude im alleinigen Eigentum der Katholischen Kirchgemeinde Gams. Beachtenswert ist eine spätgotische Madonna, welche aus dem 15. Jahrhundert stammt.

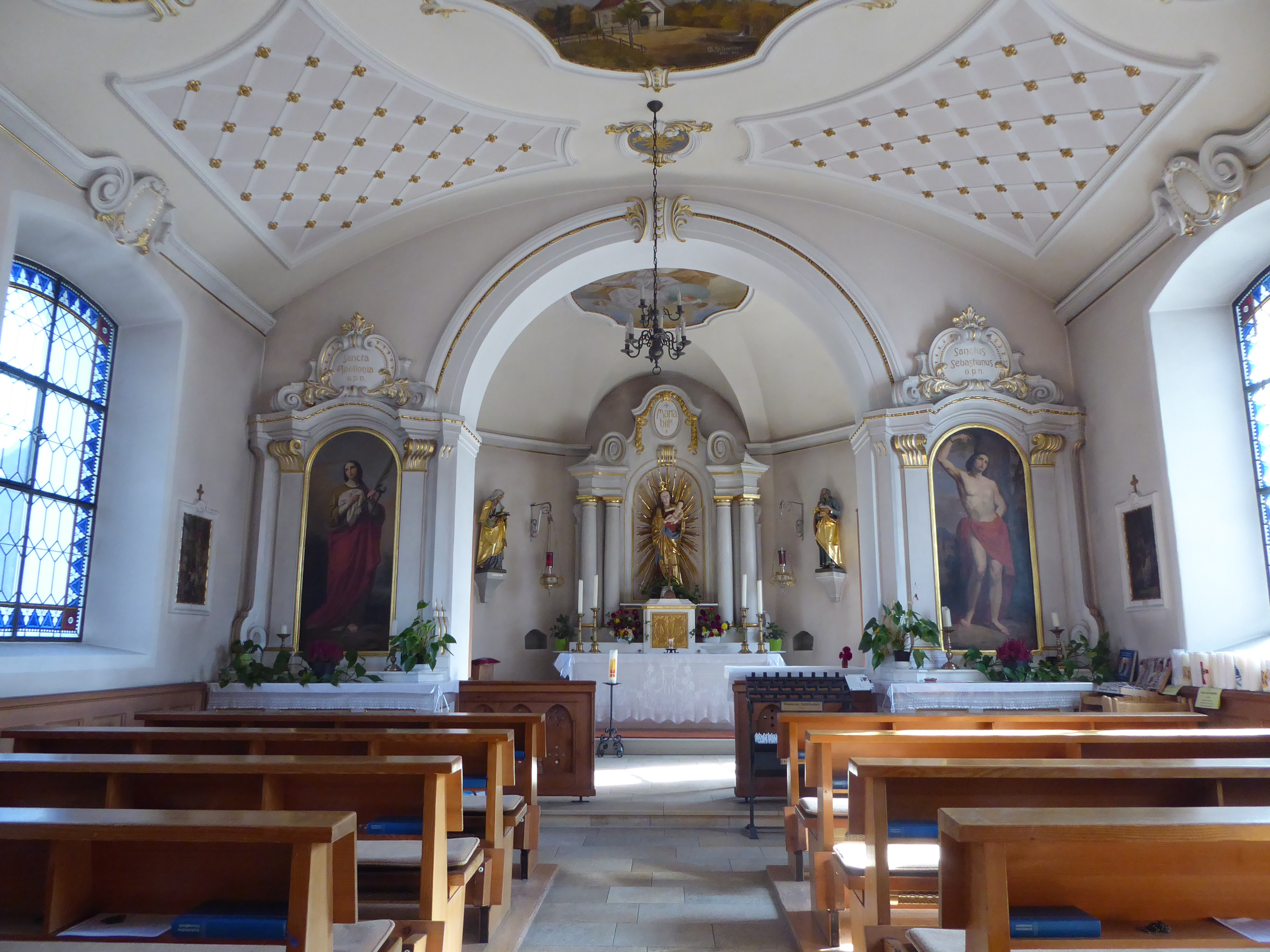
Innenraum der Kapelle
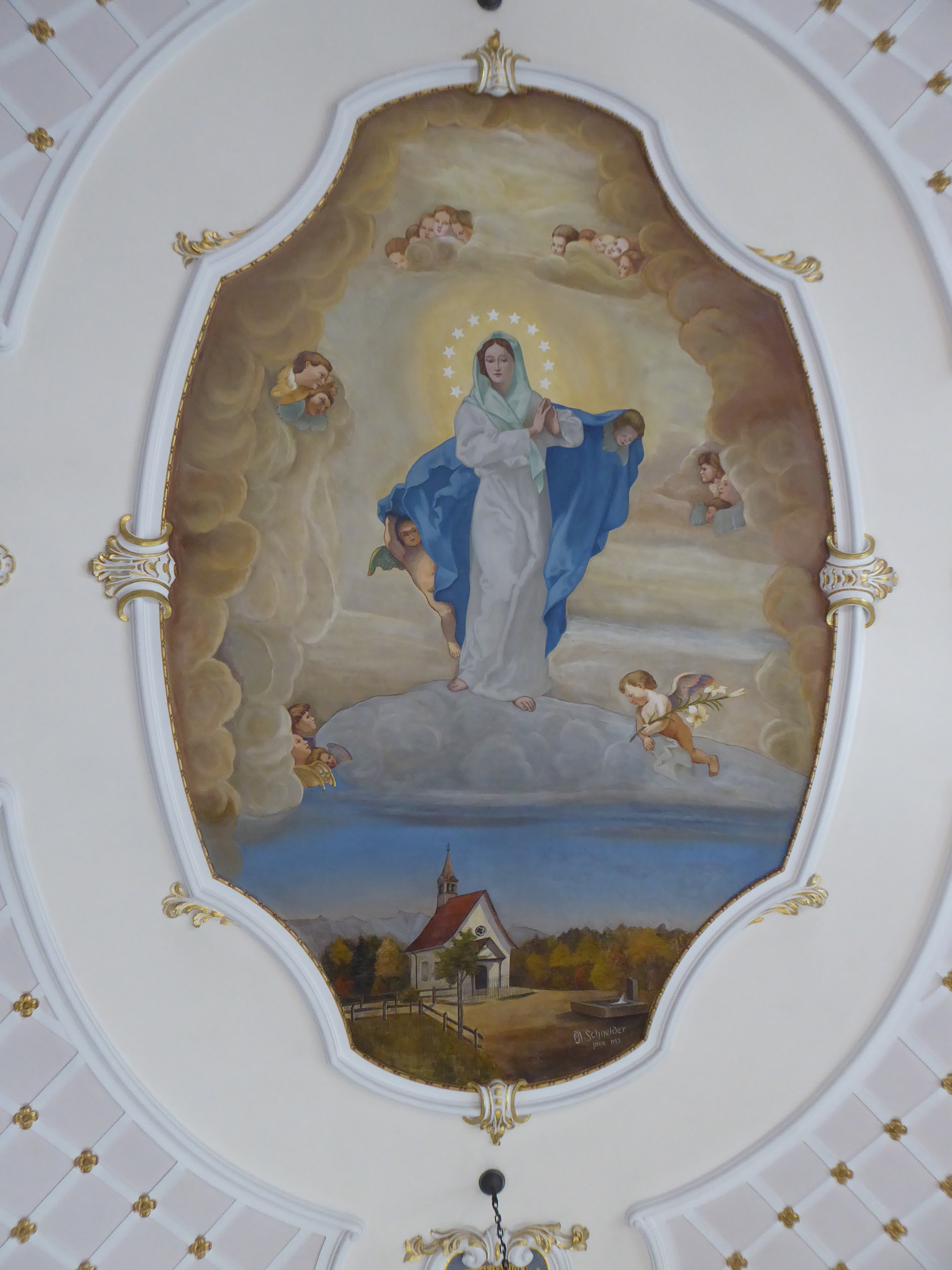
Deckengemälde
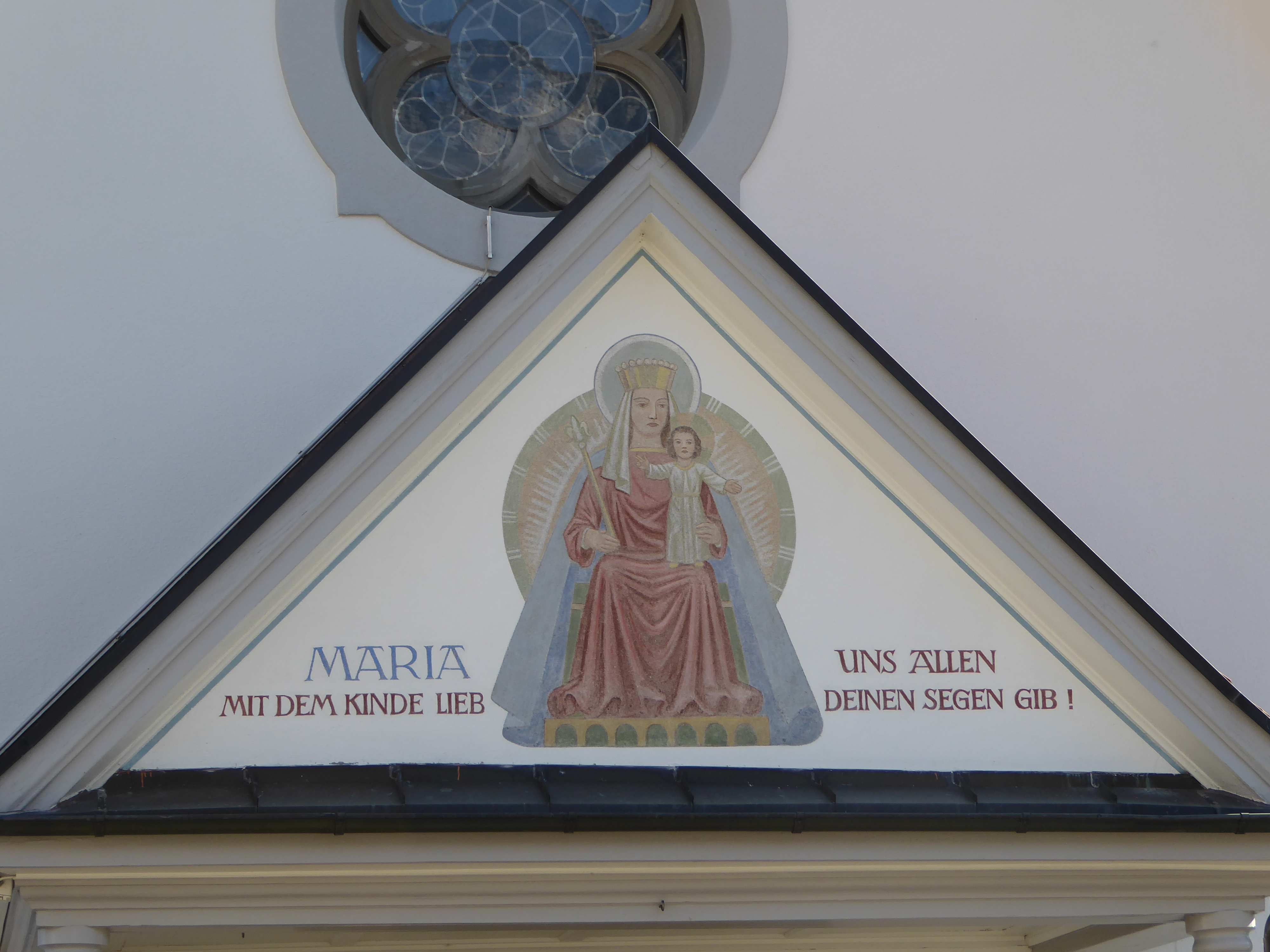
Marienbild am Vordach